# Шолак-Кайынды
Шолак-Кайынды (каз. Шолақ-Қайыңды) — село в Рыскуловском районе Жамбылской области Казахстана. Входит в состав Теренозекского сельского округа. Код КАТО — 315055800.

## Население
В 1999 году население села составляло 381 человек (189 мужчин и 192 женщины). По данным переписи 2009 года, в селе проживало 400 человек (206 мужчин и 194 женщины).